# Fjodor Tolbuchin
Fjodor Ivanovič Tolbuchin (16. červen 1894 – 17. říjen 1949, Moskva) byl sovětský vojevůdce ruského původu v období druhé světové války, maršál Sovětského svazu (1944). Velkou část své kariéry působil v různých štábních funkcích.

## Život
Pocházel z ruské rolnické rodiny. V roce 1912 ukončil studium na obchodní akademii v Petrohradě a začal pracovat jako účetní. Po vypuknutí první světové války sloužil krátce v motocyklové jednotce, později byl vyslán na poddůstojnický kurz. V roce 1915 pověřen velením roty na jihozápadním frontě. Vyznamenán řádem svaté Anny a svatého Stanislava. Na sklonku války sloužil jako štábní důstojník. V roce 1918 byl demobilizován. Už v srpnu téhož roku vstoupil do Rudé armády. Absolvoval štábní důstojnický kurz a následně působil ve štábních funkcích ve střeleckých divizích na severním a severozápadním frontu. Podílel se na potlačení Kronštadtské vzpoury. V roce 1931 dokončil studium na Vojenské akademii M. V. Frunzeho. V následujícím období působil jako štábní důstojník a náčelník štábů řady jednotek o velikosti divize a sboru. V říjnu 1937 se stal velitelem 72. střelecké divize.

### Druhá světová válka
Od července 1938 velel štábu zakavkazského vojenského okruhu. V této funkci setrval i po operaci Barbarossa do prosince 1941. Od prosince 1941 do ledna 1942 působil jako náčelník štábu Kavkazského frontu. Od ledna 1942 do března 1942 jako náčelník štábu Krymského frontu. V této funkci připravil plán Kerčsko-feodosijské operace, ale v průběhu její realizace byl na podnět L. Mechlise odvolán z funkce. Od května do července 1942 pak působil jako poradce velitele stalingradského vojenského okruhu. Následně byl pověřen velením 57. armády nasazené v bojích o Stalingrad. Jeho nadřízený velitel Stalingradského frontu generálplukovník Andrej Jeremenko vysoce hodnotil Tolbuchinovy vojenské a organizační schopnosti. Po skončení bojů byl povýšen do hodnosti generálporučíka a krátce velel 68. armádě jihozápadního fronty. Zanedlouho byl znovu povýšen – v dubnu mu byla udělena hodnost generálplukovníka. V téže době byl pověřen velením jižního frontu. Dne 20. září 1943 byl front přejmenován a dostal označení 4. ukrajinský front. Následujícího dne byl Tolbuchin povýšen do hodnosti armádního generála. Jeho jednotky se podílely na bojích při přechodu Dněpru na Ukrajině. V květnu 1944 přebral po Rodionu Malinovském velení 3. ukrajinského frontu. Dne 12. září 1944 získal hodnost Maršál Sovětského svazu. Následně se podílel na dobytí Rumunska, Bulharska, Maďarska, Jugoslávie a Rakouska.
Tolbuchin byl považován za jednoho z nejlepších sovětských velitelů druhé světové války. Je označován jako pečlivý, pozorný, a ne příliš ambiciózní na rozdíl od jiných sovětských velitelů. Byl respektovaný mezi svými kolegy, sympatie svých podřízených si získal i proto, že dbal na nízkou míru ztrát svých jednotek.

### Poválečné období
Po válce velel Tolbuchin Jižní skupině vojsk, která kontrolovala oblast Balkánu. V lednu 1947 byl jmenován velitelem Zakavkazského vojenského okruhu, tuto funkci zastával až do své smrti. Zemřel dne 17. října 1949 v Moskvě v důsledku diabetických komplikací. Byl zpopelněn a urna s jeho popelem byla uložena do Kremelské stěny v Moskvě. Dne 7. května 1965 mu byl posmrtně udělen titul Hrdina Sovětského svazu.

## Vyznamenání

### Sovětská vyznamenání
- Hrdina Sovětského svazu in memoriam – 7. května 1965
- Leninův řád – 19. března 1944, 21. února 1945 a 7. května 1965
- Řád vítězství č. 9 – 26. dubna 1945
- Řád rudého praporu – 18. října 1922, 18. října 1943 a 3. listopadu 1944
- Řád Suvorova I. třídy – 28. ledna 1943 a 16. května 1944
- Řád Kutuzova I. třídy – 17. září 1943
- Řád rudé hvězdy – 22. února 1938
- Řád svaté Anny
- Medaile za vítězství nad Německem ve Velké vlastenecké válce 1941–1945
- Medaile Za dobytí Budapešti
- Medaile Za dobytí Vídně
- Medaile Za osvobození Bělehradu
- Medaile Za obranu Sevastopolu
- Medaile Za obranu Stalingradu
- Medaile Za obranu Kavkazu
- Pamětní medaile 800. výročí Moskvy
- Medaile 30. výročí sovětské armády a námořnictva

### Zahraniční vyznamenání
- Řád Georgiho Dimitrova – Bulharsko, 1981
- velkodůstojník Řádu čestné legie – Francie
- Croix de guerra 1939–1945 s palmou – Francie
- Řád národního hrdiny – Jugoslávie, 31. května 1945